# Talara alborosea
Talara alborosea là một loài bướm đêm thuộc phân họ Arctiinae, họ Erebidae.